# Helmuth von Maltzahn
Helmuth Ludwig Wilhelm von Maltzahn (né le 6 janvier 1840 à Gültz - mort le 11 février 1923 à Gültz) est un homme politique prussien.

## Biographie

### Famille et jeunesse
Fils du président d'arrondissement et chevalier Axel von Maltzahn et d'Auguste von Lützow (de), fille de Ludwig von Lützow (de), von Maltzahn commence des études de droit après avoir obtenu son baccalauréat à Wittenberg. Il fréquente les universités d'Erlangen, d'Heidelberg et de Berlin.
En 1867, il épouse Anna von Rohrscheidt (née le 10 octobre 1847 et morte le 26 novembre 1913), native d'Annaburg. Le couple a plusieurs enfants :
- Axel (de) (né le 17 février 1868), Rittmeister royal prussien et administrateur de l'arrondissement de Grimmen, marié en 1898 avec Helene von Platen, sur Poggenhof (née le 30 janvier 1879 et morte le 13 juin 1942)
- Agnes (née le 30 avril 1869) mariée en 1887 avec August von Gadow (né le 29 novembre 1861 et mort le 1er novembre 1929)
- Helmuth (né le 22 décembre 1870 et mort le 1er juin 1959) marié en 1912 avec Freda von Arnim (née le 22 août 1889 et morte le 12 mars 1963), fille de Hans von Arnim (de)
- Elsbeth (née le 24 janvier 1874) mariée avec Servaz von Gerlach (né le 1er mars 1868), fils de Friedrich von Gerlach (de)
- Gerhard (né le 25 juin 1877), Rittmeister royal prussien marié avec Helene von Borcke (née le 14 novembre 1884 et morte le 31 août 1946)

### Carrière
Il commence sa formation de juriste en 1860. Un an plus tard, il est stagiaire à la cour d'appel. En 1862, il fait un stage auprès du gouvernement de Coblence puis il devient magistrat débutant en 1866. En 1867, il quitte le service de l'État pour se consacrer à l'administration de ses biens et épouse Anna von Rohrscheidt. De 1868 à 1872, il fait construire le château de Gültz au style classique.
Il prend part à la guerre austro-prussienne de 1866 puis à la guerre franco-allemande de 1870 en tant qu'officier de cavalerie. En 1871, il est élu député de la circonscription Anklam-Demmin pour le compte du parti conservateur allemand. Il prend la tête de la commission pour le budget. Il conserve son poste de député jusqu'en 1888.
Il est nommé ministre du Trésor, poste qu'il administre de 1888 à 1893.
En 1900, il prend les fonctions de haut président de la province de Poméranie, à Stettin. Il ne quittera ce poste qu'en 1911. En 1909, il est nommé Erblandmarschall de Vieille Poméranie antérieure. Il soutient alors la création de la commission historique de Poméranie et en devient président